# 이언 (배우)
이언(1981년 2월 5일 ~ 2008년 8월 21일)은 대한민국의 모델이자 배우이다.
그는 고교 시절이던 1997년에 씨름 선수로 활동하다가, 이후 모델로 활동하기 시작하였다.
2008년 8월 21일에 그는 최강칠우 종방연을 마치고 홀로 모터사이클을 운전하여 귀가하던 도중, 오전 1시 20분경 한남오거리에 위치한 한남1고가차도에서 가드레일을 들이받는 사고로 그 자리에서 사망했다. 향년 27세. 소속사 측에서 발표한 직접 사인은 경추 골절이었으나, 정확한 사고경위는 아직 밝혀지지 않고 있다.

## 출연작

### TV 드라마
- MBC TV 《커피프린스 1호점》 - 황민엽 역
- MBC TV 《누구세요?》
- KBS 2TV 《꽃피는 봄이 오면》
- KBS 2TV 《드라마시티 - 무공족구외전》
- KBS 2TV 《최강칠우》

### 영화
- 《천하장사 마돈나》

### 라디오
- MBC 표준FM 이언, 김신영의 심심타파

## 음반
- 《Groovy Heaven (Digital Single)》 (2008년)